# عبد الله بن عمر بلخير
عبد الله بن عمر بلخير (1915- 2002)، شاعر وكاتب وإعلامي سعودي، وهو مترجم للملك عبد العزيز، أنشأ المديرية العامة للإذاعة والصحافة والنشر، وكان المسؤول والمشرف عليها، وقد ساهم في وضع أسس الإعلام السعودي، وألّف رفقة محمد سعيد عبد المقصود كتابًا رائدًا، هو (وحي الصحراء) الذي ضم ترجمات لأوائل أدباء السعودية، تولى الكثير من المناصب العليا، منها رئاسة مكتب شؤون الجامعة العربية والمؤتمرات الدولية في ديوان الملك عبد العزيز، ورئيسًا بالنيابة لديوان الملك سعود، وعُيّن وزير دولة لشؤون الإذاعة والصحافة والنشر.

## مولده ونشأته
ولد بقرية غيل بلخير بدوعن عام 1333 هـ الموافق 1912م، تعلم في طفولته مبادئ القراءة والكتابة في غيل بلخير بحضرموت، فحفظ القرآن ودرس شيئا من الحساب وتعلم فن الخط. انفطر مبكرا على ميدان الشعر والتعلق به منذ نعومة أظفاره، فكان والده يصطحبه معه إلى الأفراح التي تقع قريبا وهو ما زال طفلا في حضرموت، وكان دائما يتشوق لحضورها ويحفظ من أشعار الزوامل ويرويها عن ظهر قلب مع أحداثها.

## انتقاله إلى مكة المكرمة
هاجر مع والده من حضرموت وهو في الثانية عشرة من عمره، واستقر بهم المقام في حي الشبيكة بمكة المكرمة، وأتيحت له فرصة التعليم النظامي بالمدرسية الأهلية، ثم مدارس الفلاح عند إنشائها، وكان والده حريصا أن يكون عبد الله بلخير مدرسا في الحرم المكي.
اختير ضمن أفراد البعثة الدراسية في الجامعة الأمريكية في بيروت، وعاد بعد إكمال الدراسة للمملكة ليعمل في وزارة المالية أولا، ثم انتقل إلى الشعبة السياسية بديوان الملك عبد العزيز آل سعود مترجما بـ(قسم الاستماع)، حيث كانت هناك إدارة أنشئت في منتصف الخمسينات الهجرية 1354 هـ سميت بشعبة الإذاعة تابعة للشعبة السياسية التي كان لها شأن كبير في ذلك الوقت، حيث كانت تعادل وزارة الخارجية ومن عمل هذه الشعبة السياسية رصد الإذاعات العالمية 3 مرات في اليوم وترفع تقريرها للملك عبد العزيز آل سعود.

## مناصبه وأعماله السياسية
كان أحد الرجال القلة الذين تكونت منهم إدارة الملك عبد العزيز بن عبد الرحمن بن فيصل آل سعود، وكان الملك عبد العزيز، يصطحبه في رحلاته المختلفة داخل وخارج المملكة، ونظرا لإجادة معالي الشيخ عبد الله بلخير للغة الإنجليزية فقد اعتبره الملك عبد العزيز من أهم مترجميه، حيث ترجم للملك عبد العزيز في لقائه التاريخي إبان الحرب العالمية الثانية مع الرئيس الأمريكي روزفلت، ورئيس الوزراء البريطاني تشرشل، في أربعينيات القرن الماضي.
رافق الشيخ عبد الله بلخير، الأميرين فيصل وخالد في أربعينيات القرن الماضي في رحلتهما الشهيرة إلى أوروبا والولايات المتحدة، حيث عمل مترجماً في لقاء الأميرين مع روزفلت وتشرشل.
وكان الملك فيصل كلما زار مصر أو الشام يسأل عنه، ويستدعيه لاستشارته في بعض الأمور التي تتصل بتخصصه وتهم الدولة، ورافق الأمير فيصل ـ ولي العهد ـ لمؤتمر دول عدم الانحياز في باندونغ.
من أهم المناصب الإدارية والسياسية التي تقلدها في الدولة السعودية رئاسته لديوان الملك سعود بن عبد العزيز، ونتيجة لثقة الملك سعود به كلفه بإنشاء المديرية العامة للإذاعة والصحافة والنشر عام 1374 هـ.
ويتوهم بعض الباحثين أن عبد الله بلخير هو أول وزير إعلام سعودي، لكن الباحث الدكتور عبد الرحمن الشبيلي يُصحح هذه المعلومة ويؤكد أنه "لم يُسمَّ وزيراً للإعلام"، بل "عين وزير دولة لشؤون الإذاعة والصحافة والنشر"، وأن أول وزير إعلام سعودي هو جميل بن إبراهيم الحجيلان.
عندما عاد الأمير فيصل من مؤتمر باندونغ لاحظ الملك سعود بن عبد العزيز ان الوفد السعودي لم يحظ بتغطية صحفية مصورة في الصحافة العربية وكذلك الصحافة السعودية، فاقترح على الشيخ عبد الله عمر بلخير أن يؤسس (مديرية للإذاعة والصحافة والنشر)، وأصبح مديرا عاما للمديرية في الفترة بين (1374 ـ1382 هـ) الموافق (1954 ـ1962 م)، وهو أول مدير للمديرية في عهد الملك سعود، فهي بمثابة حقيبة وزارية للإعلام.
وفي عهد بلخير ازدهرت الإذاعة والإعلام فتم إنشاء إذاعة صوت الإسلام، وإنشاء مجلة الإذاعة، ونقل الإذاعة من مكة إلى جدة، وظهور أكثر من 12 صحيفة لايزال بعضها مستمرا.
أصدر جلالة الملك سعود بن عبد العزيز مرسوما ملكيا بمنح الشيخ عبد الله عمر بلخير، رتبة وزير مفوض، وعينه مشرفا على المديرية الجديدة للصحافة والنشر، وقد جاء في المرسوم الملكي ما يلي:
«نحن سعود بن عبد العزيز ملك المملكة العربية السعودية بناء على دواعي المصلحة أمرنا بما هو آت: منح سكرتيرنا عبد الله بلخير مرتبة وزير مفوض من المرتبة الأولى تقديرا لأعماله، وعلى رئيس مجلس الوزراء إنفاذ أمرنا هذا بإبلاغه لمن يلزم».
وأصدر الملك سعود بن عبد العزيز المرسوم الملكي التالي:
«نحن سعود بن عبد العزيز، ملك المملكة العربية السعودية نظرا إلى أهمية وتنظيم المطبوعات ووسائل النشر وتركيزها مع مرجع واحد أمرنا بما هو آت: إنشاء مديرية عامة تسمى (المديرية العامة للصحافة والنشر) مهمة هذه المديرية التنظيم والتنسيق على جميع وسائل النشر في المملكة ونشر الحقائق والمعلومات، تربط بهذه المديرية (المديرية العامة للإذاعة) وإدارة المطبوعات والصحافة ومختلف وسائل النشر في حدود الأنظمة المعتمدة، ويقوم سكرتيرنا الوزير المفوض عبد الله بلخير بالإشراف على هذه المديرية وعلى مسئوليتها».
اصطحب جلالة الملك سعود بن عبد العزيز، في زيارته للهند بعد انعقاد مؤتمر باندونغ باندونيسيا سكرتيره عبد الله بن عمر بلخير والمدير العام للإذاعة والصحافة والنشر بتاريخ 29 ديسمبر 1955 م، وقد عقد الوزير المفوض عبد الله بلخير، سكرتير جلالة الملك مؤتمرا صحفيا في فندق (تاج محل) في مومباي، تحدث فيه للصحفيين الهنود عن سياسة بلاده الخارجية ومنها دعوة بلاده للدول الآسيوية والأفريقية للحضور لمؤتمر باندونغ لتحقيق السلام العالمي، ومما جاء في بيانه في المؤتمر الصحفي:
«لقد أعلن جلالة الملك في الحفلة التي أقامتها الجمعية العربية عن بالغ تقديره للجهود الكبيرة التي بذلها رئيس وزرائكم المحبوب البانديت جواهر لال نهرو وحكومته في سبيل نهضة بلادكم وتقدمها، وأعلن جلالة الملك عن امتنانه للمعاملة العادلة التي يحظى بها (40) مليون مسلم في الهند».
حينما زار صاحب العظمة السلطان حسين بن علي الكثيري، سلطان الدولة الكثيرية بحضرموت، جدة في أغسطس 1955 م، أرسل الملك سعود بن عبد العزيز، الوزير المفوض وسكرتيره الشيخ عبد الله عمر بلخير، لاستقباله في مطار الملك عبد العزيز الدولي، كما أنزله على ضيافة الحكومة السعودية في فندق الكندرة ـ أفخم فندق بجدة وقتذاك ـ وكان في استقباله أيضا زعماء الحضارم وأعيانهم بالبلاد السعودية وعلى رأسهم محمد أبوبكر باخشب، وأحمد سعيد بقشان، وسالم أحمد بن محفوظ، ومحمد بن عوض بن لادن، وغيرهم كثير.
تنقل الشيخ عبد الله بلخير، في مناصب عديدة منها شئون الجامعة العربية والمؤتمرات ومنها رئاسته لديوان إمارة الرياض في عهد الأمير سلطان بن عبد العزيز عام 1953 م.
جدت أمور وحدثت أحداث، جعلته ينسحب من الساحة السياسية بهدوء، ويغادر البلاد بصحبة عائلته إلى بيروت، وأمضى ما يقارب 20 عاما، إما مقيما في بيروت أو القاهرة أو سائحا في أنحاء المعمورة.

## من شعره
- أول ما لفت انتباهه، وهو ما زال طالبا ان بلاده المملكة العربية السعودية بدون أناشيد وطنية فكتب ما يقرب من 15 نشيدا وطنيا للناشئة وقدمها إلى لجنة المسابقات التي اختارت 13 نشيدا منها، وأقرتها ثم عممتها على مدارس المملكة العربية السعودية. منها نشيد:

- ومن روائع بلخير الشعرية (ملحمة قرطبة) التي أصبحت مشهورة في عواصم البلاد العربية الثقافية من بغداد إلى القاهرة وبيروت فالخرطوم وعدن.
- وقال بيته المشهور مجيبا وفد الكشافة العراقي الوافد إلى مكة عام 1353هـ الموافق 1932م:

شبه الجزيرة موطني وبلادي
من حضرموت إلى حمى بغداد
أشدو بذكراها وأهتف باسمها
في كل جمع حافل أو نادي
- من شعره أيضاً:

## من أصدقائه
الأمير شكيب أرسلان، يونس بحري، علي أحمد باكثير، أحمد سعيد بقشان، محمد بن عوض بن لادن، عبد الله سعيد بقشـان، سالم أحمد بن محفوظ، محمد أبوبكر باخشب، علي الطنطاوي.

## وفاته
توفي عن عمر يناهز 87 عاما، حيث توفي يوم الأحد الرابع من شوال 1423 هـ أثناء تلقيه العلاج الطبي وهو في سن الشيخوخة في أحد المستشفيات اللبنانية، وكان قد أوصى أنجاله بأن يدفن في مكان وفاته أيا كان تيمنا بالسنة النبوية المطهرة.

## انظر ايضاً
- عبد الله عبد الغني خياط
- عبدالله الغذامي

## وصلات خارجية
- «عبد الله بلخير».. مترجم الملك عبد العزيز في لقائي «روزفلت» و«تشرشل».